# آمالیا برش
آمالیا برش (رومانیایی: Amalia Bereș؛ زادهٔ ۱۸ ژوئن ۱۹۹۷) قایقران روئینگ زن اهل رومانی است.
وی در مسابقات کشوری و بین‌المللی در مجموع برندهٔ ۱۰ مدال طلا، ۲ مدال نقره، ۱ مدال برنز شده است.